# Rouffigny
Rouffigny är en kommun i departementet Manche i regionen Normandie i norra Frankrike. Kommunen ligger i kantonen Villedieu-les-Poêles som tillhör arrondissementet Saint-Lô. År 2018 hade Rouffigny 315 invånare.

## Befolkningsutveckling
Antalet invånare i kommunen Rouffigny
| Referens: INSEE |